# РК Раднички Београд
Рукометни клуб Раднички Београд је женски рукометни клуб из Београда, Србија. Клуб је основан 1949. и део је Спортског друштва Раднички. Тренутно се такмичи у супер Б лиги Србије.
Раднички је најтрофејнији женски рукометни клуб у Србији са 14 титула државног првака и 13 пехара Купа, 3 пута је освајао Куп европских шампиона и 4 пута био финалиста, а 3 пута је освајао и Куп победника купова.

## Успеси

### Национални
- Прва лига Југославије[1]

Првак (14): 1972, 1973, 1975, 1976, 1977, 1978, 1979, 1980, 1981, 1982, 1983, 1984, 1986, 1987.
- Национални куп (13):[2]

Освајач Купа СФРЈ (11): 1970, 1973, 1975, 1976, 1979, 1983, 1985, 1986, 1990, 1991, 1992.
Освајач Купа СРЈ (2): 1994, 2003.

### Међународни
- Куп европских шампиона

Освајач (3): 1976, 1980, 1984.
Финалиста (4): 1981, 1982, 1983, 1985.
- Куп победника купова

Освајач (3): 1986, 1991, 1992.

## Познате бивше играчице
| - Светлана Китић - Иванка Шуприновић - Миленка Сладић - Мира Радаковић - Јадранка Антић - Милена Делић - Љиљана Кнежевић - Марица Рогић - Љубица Букуров |  | - Мирјана Ђурица - Славица Јеремић - Душанка Лазаревић - Стана Вуковић - Андреа Лекић - Татјана Полајнар (Тања Полајнар) - Зденка Леутар - Сања Дамњановић - Светлана Огњеновић |